# NGC 251
NGC 251 ist eine Spiralgalaxie vom Hubble-Typ Sc im Sternbild Fische auf der Ekliptik. Sie ist schätzungsweise 210 Millionen Lichtjahre von der Milchstraße entfernt und hat einen Durchmesser von etwa 150.000 Lichtjahren. Vom Sonnensystem aus entfernt sich die Galaxie mit einer errechneten Radialgeschwindigkeit von näherungsweise 4.600 Kilometern pro Sekunde.
Im selben Himmelsareal befinden sich unter anderem die Galaxien PGC 2699, PGC 1587040, PGC 1587218, PGC 1591232.
Das Objekt wurde am 15. Oktober 1784 von dem deutsch-britischen Astronomen Wilhelm Herschel entdeckt.